# Liberty (album)
Pour les articles homonymes, voir Liberty.
Albums de Duran Duran
Decade: Greatest Hits
(1989) Duran Duran
(1993)
Singles
1. Violence of Summer (Love's Taking Over)
Sortie : 23 juillet 1990
2. Serious
Sortie : 1er octobre 1990

Liberty est le 6e album studio du groupe anglais Duran Duran, sorti en 1990. C'est une sorte de « trou noir » dans l'abondante discographie du groupe, d'un point de vue critique et commercial. Le groupe, pour la première fois de sa carrière, n'a entamé aucune tournée pour le promouvoir. La crise entamée avec Notorious puis Big Thing se poursuit donc, bien que le groupe garde son lot de fans fidèles.

## Historique
Liberty est le premier album du groupe sur lequel des artistes extérieurs participent à l'écriture (en dehors des 5 membres originaux) : le guitariste Warren Cuccurullo et le batteur Sterling Campbell deviennent même des membres du groupe et sont crédités sur les morceaux.
L'écriture de l'album débute dès mai 1989 jusqu'en juillet. En août et septembre 1989, des sessions d'enregistrement de maquettes sont organisées. L'enregistrement débute réellement le 9 octobre 1989 au Studios Olympic dans le district londonien de Richmond upon Thames. Mais de nombreux réenregistrements ont lieu et l'enregistrement ne se termine qu'en mars 1990. De nombreuses critiques résulteront de cette surenchère d'effets et de réenregistrements.
Dans une interview donnée en 1998, le bassiste du groupe John Taylor déclare qu'il souffrait de dépendance à la drogue et que cela avait influencé sa perception du travail durant l'enregistrement de Liberty. Il pensait à l'époque que le groupe faisait un excellent album.

## Singles
Le premier single, Violence of Summer (Love's Taking Over), sort en juillet 1990 et atteint notamment la 19e place dans les charts anglais. Le second, Serious, est commercialisé en octobre 1990 mais ne se classe que 48e au UK Singles Chart.

## Pochette
La pochette de l'album met en scène le groupe au complet (avec les nouveaux venus Warren Cuccurullo et Sterling Campbell). Ils sont entourés par deux mannequins. Ils sont dans une fête foraine. La séance-photo a eu lieu avec Ellen von Unwerth à la Foire du Trône. La photo de la pochette du premier single est également tirée de cette séance.

## Style musical
Ce sixième album est produit par Chris Kimsey, collaborateur des Rolling Stones. Le groupe innove et surprend notamment avec la chanson-titre, une sorte de « white-soul dandy »[réf. nécessaire].

## Critique
L'album est globalement critiqué pour son style plus brut, un son à la fois âpre et large, probablement trop gros, et sûrement trop convenu[réf. nécessaire].
Sur le site AllMusic, Stephen Thomas Erlewine écrit que le groupe n'a aucune idée de la direction à prendre et que l'album passe du disco à la guitare très rock, avec certains éléments rappelant les productions de la Motown, de la « Philly soul » ainsi que de la new wave.
Dans France-Soir, Florence Tredez écrit notamment : « Le groupe de Birmingham, réduit à trois play-boys (Nick Rhodes, John Taylor et Simon Le Bon), exécute un virage rock, avec claviers sixties pour faire vraiment dans l'air du temps. Gros son et jolies pépées  pour l'emballage, cet album n'est pas à proprement parler mauvais, mais il n'est pas franchement bon non plus, si vous voyez ce que je veux dire. Liberté, liberté chérie, que de médiocrités on commet en ton nom... ». Dans Best, André Brodzki écrit quant à lui : « Question musique c'est le vide. Un peu à l'image des prestations scéniques d'une plat itude rare. On pouvait les détester mais leur reconnaitre malgré tout une certaine capacité à pondre le tube qui tue (The Wild Boys, Notorious). Une impression confirmée par l'écoute de leur “best-of” paru il y a peu. Liberty n'a pas sur poursuivre la tradition ». Dans Rock & Folk, on peut notamment lire sous la plume de Jérôme Soligny « Les compos ne sont pas à tomber, mais finalement vachement honnêtes (la chanson Liberty est même bien), c'est joué cool (pas que des machines), la prod' (Kimsey !) se tient, et les voix n'ont jamais été moins chiantes (Serious) ».
Des années après la sortie de Liberty, le chanteur du groupe Simon Le Bon s'est montré critique envers cet album : « On nous avait dit qu'il fallait qu'on adopte un son plus rock pour conquérir un nouveau public, c'était une erreur ».

## Liste des titres
1. Violence of Summer (Love's Taking Over) – 4:22
2. Liberty – 5:01
3. Hothead – 3:31
4. Serious – 4:21
5. All Along The Water – 3:50
6. My Antarctica– 5:01
7. First Impression – 5:28
8. Read My Lips – 4:30
9. Can You Deal With It – 3:47
10. Venice Drowning– 5:13
11. Downtown – 5:23

### CD Bonus (seulement sur le marchéjaponais)
1. Yo Bad Azizi - 3:03 (face B de Serious)
2. Throb - 4:25 (remix instrumental de My Antarctica)
3. Violence of Summer (Story Mix) - 3:18

## Classements
Au Royaume-Uni, l'album se classe durant 4 semaines et atteint la 8e place du UK Albums Chart

## Crédits
| Duran Duran - Simon Le Bon : chant principal - Nick Rhodes : clavier - John Taylor : guitare basse - Warren Cuccurullo : guitare - Sterling Campbell : batterie | - John Jones : programmation, claviers additionnels - Tessa Niles : chœurs - Carol Kenyon : chœurs - Bernard Fowler : chœurs - Stan Harrison : saxophone - Roddy Lorimer : trompette - Luis Jardim : percussions Autres - Ellen von Unwerth : photographies |